# Coșul cu pâine (pictură de Dalí din 1926)
Coșul cu pâine este o pictură în ulei pe pânză din 1926 a pictorului suprarealist spaniol Salvador Dalí. Tabloul înfățișează patru bucăți de pâine unse cu unt așezate într-un coș. Una dintre ele este separată de celelalte și este pe jumătate mușcată. Coșul este așezat pe o pânză albă. Tabloul se află la Muzeul Salvador Dalí din St. Petersburg, Florida, SUA.
Pictura a fost finalizată în 1926, când Dalí avea 22 de ani, la scurt timp după ce terminase cursurile formale de artă din Madrid, unde studia maeștrii olandezi. Este printre cele mai timpurii dintre cele câteva picturi despre pâine realizate de Dalí; un exemplu ulterior este Coșul cu pâine din 1945.